# 黄法𣰋
黄法𣰋（518年—576年），字仲昭，巴山郡新建县（今江西省崇仁县）人，南梁、南陈官员。

## 生平
黄法𣰋自幼機智勇敢，有胆識，一日可步行三百里，跃跳可达三丈远。梁武帝太清二年（548年），爆發侯景之亂，鄉里不安。黄法法𣰋率领鄉民組織地方武装，保衛家園。太守贺诩去江州（今九江）时，任命法法𣰋为监知郡事，驻守新淦（今樟树市）。梁朝大将陈霸先从始兴郡（治曲江，在今广东韶关南）发兵，跨过大庾岭，入援建业（南京）。黄法法𣰋击败侯景手下大将于庆，并派兵支援周文育，两军会合攻克笙屯。552年，梁元帝即位后，黄法法𣰋被授为超猛将军、交州刺史，领新淦县令，封巴山县开国子，食邑三百户。承圣三年（554年），封明威将军、游骑将军，进爵为侯。後來擔任高州刺史。天成元年（555年），王僧辩立贞阳侯蕭淵明为帝，授黄法法𣰋持节、左骁骑将军，领越骑校尉。九月，陈霸先袭杀王僧辩，废黜蕭淵明，立梁敬帝萧方智，改封黄法法𣰋为新建县开国侯。太平元年（556年），梁朝割江州四郡置高州，以法法𣰋为使持节、散骑常侍、都督高州诸军事、信武将军、高州刺史，镇守于巴山郡（在今江西崇仁县）。
557年，陈霸先建立陈朝，王琳在郢州立梁永嘉王萧庄为帝，遣李孝钦、樊猛、余孝顷攻打陈朝江州刺史周迪，并图谋黄法法𣰋的高州四郡，法法𣰋率兵援周迪，擒获余孝顷等三将。进号宣毅将军，增邑并前一千户，给鼓吹一部。又以抵抗王琳之功，加平南将军、开府仪同三司，与周文育及周迪筑城于金口，继续征讨余孝顷之子余公扬和弟弟余孝劢。永定三年（559年）六月，豫章内史熊昙朗因战事失利，杀死周文育，反于金口，投靠南梁的常众爱。
天嘉元年（560年）三月，黄法法𣰋与宁州刺史周敷、江州刺史周迪讨平熊昙朗。被陈文帝封为安南将军。天嘉三年（562年），周迪反叛，黄法法𣰋與都督吴明彻、豫章太守周敷联合征讨周迪于工塘。周迪被平定后，黄法法𣰋以功居多，征为使持节、镇北大将军、都督南徐州诸军事、南徐州刺史，加散骑常侍，仪同、鼓吹并如故。还未拜授，就又改授为镇南大将军、都督江、吴二州诸军事、江州刺史。六年（565年），征为中卫大将军。天康元年（566年），陈废帝即位，进爵为新建县开国公，光大元年（567年），出为使持节、都督南徐州诸军事、镇北将军、南徐州刺史。二年，徙为都督郢、巴、武三州诸军事、郢州刺史、镇西将军，持节如故。晚年，任豫州刺史，領六州军事。
陈宣帝太建元年（569年），进号征西大将军。二年，征为侍中、中权大将军。四年，出为使持节、散骑常侍、都督南豫州诸军事、征南大将军、南豫州刺史。太建五年(573年)三月，陈宣帝计划讨伐北齐，命吴明彻都督征讨诸军事，出兵秦郡，法法𣰋出兵历阳（今安徽和县）。北齐遣其历阳王步骑五万来援，于小岘山（在安徽省含山县，清顾祖禹《读史方舆纪要·江南十一·含山县》：“大峴山：县东北十三里，一名赤焰山。又小峴山在县北二十里，一名照关。）筑城抵御。法法𣰋遣左卫将军樊毅分兵于大岘山大破齐军，尽获人马器械。于是建造拍车及步舰、竖拍，攻克历阳城，并进兵合肥。以功加侍中，改封义阳郡公，邑二千户。同年，迁都督合、霍二州诸军事、合州刺史、征西大将军，增邑五百户。七年（575年），徙都督豫、建、光、朔、合、北徐六州诸军事、豫州刺史，镇守寿阳（今安徽寿县），侍中、散骑常侍、持节、将军、仪同、鼓吹、扶并如故。太建八年（576年）十月，病逝，年五十九。赠侍中、中权大将军、司空，谥曰威。葬於南京市雨花区西善桥镇。

## 黃法𣰋墓誌
黃法𣰋墓誌，1989年出土于南京市南郊雨花区西善桥镇砖瓦厂内的一座南朝砖室墓中，详见南京市博物馆《南京西善桥南朝墓》，《文物》1993年第11期。墓志石残泐过甚，为左民尚书江总撰志文，太子率更令、大著作、东宫舍人顾野王撰铭辞，冠军长史谢众书写。墓志与《陈书》行文十分接近而叙事稍详，北京大学历史系教授罗新和叶炜认为修撰黃法法𣰋墓志时使用了秘书省史馆机构原有的史传材料，而这种材料与后来的《陈书》非常接近。

### 原文
□（黄）君墓志铭 
 
左民尚书江总制太子□更令□东宫舍人顾野王□ 
 
冠军长史谢众书 

□本轩辕□宇江汉□土惟黄为楚□著作□建复为冠族□北府□军父僧□军□初追赠给事中□任□有威严弱□时□燕超褛过于□寿乃冠郡命□辟巩□而□乡党前□敬而服之□事于是□四战之地一□宁□力也及□之阳□心极□兵□军新淦县令公亲率亲兵屯授新淦南届大庾之北□之南□地□郡惮公威武自然清肃时有前高州刺史李迁仕授台□捷□有异□须为□公乃遣密□言于 高祖高祖遣周文育进屯西昌□入乡至公遣千人以助文育文育大喜一鼓便平虏伪□同□庆□逞群□迳□吉阳公乃亲率精锐拒□庆又知公□后密遣阳椿□淦□人□固请□师公徐命□食已而□未移□威□驶归椿□ 高祖又遣文育讨庆军于□拥兵不前□有□入便□腹心陈说□某若□诸军乃方轨并进□笙屯西亳承制即授假节超□交州刺史领新淦县令封巴山县开国子食邑三百户 高祖既定豫章命公□输飞□粟连□千金不遣□平□此之由也承圣三年 诏□百并前为五百户改□并如故□改授明威将军□军□如故天□年 诏授持节、左骁骑将军，领屯骑校尉，一如故。敬帝即位，封新建县开国侯□如前太平元年割江州四郡置高州 诏□为刺□散骑常侍使持节□高州□信武将军余如故□连□攻国□大陈受命永□公乃□并前□如故□ 诏授平南将军开府仪同三司□如故三年六月熊昙朗反于金口□攻之□公大都□改授□将军□故天嘉元年三月□丧□哀客□并为过□高□史改□军余如故□赠母□命即莅方□三年周□反□麾下□为使持节镇北大将军□南徐州刺史加散□如故未拜改授镇南大将军江吴□诸军□余并如故天康元年□军改封新建县开国公食邑□如故光大元年□使持节□南徐州刺史余并如□郢巴武三州诸军事镇西将军□故太建元年进号征□二年 诏征公为侍中中权大将军余如故四年除使持节散骑常侍□南豫州□江诸军事□并如□五年大举北伐 诏公□使平大□

### 对照《陈书》的译文
陈故司空义阳郡公黄君墓志铭

　　左民尚书江总制

　　太子率更令□大著作东宫舍人顾野王撰

　　冠军长史谢众书

　　公讳法𣰰，字仲昭，巴山新建人。□□本轩辕之□，□益□宇，江汉胙土。惟黄为楚，□□曰□，□□□□□□□为著姓，迁来新建，复为冠族，□□□，□□□任北府参军。父僧□，□□□□□□府□□参军，□□初，追赠给事中，□□□□□□□任决有威严。
 弱年时□无□□□□因事□命延超□□燕，超褛过于延寿，弱冠，郡命□□并辟，功曹□□□□□□□或□□□□□□而□□乡党前辈齐□□敬而服之，□□□□□□□□□□□□□□□□□□事。于是□□□备守□□□四战之地，一邦宁□，□之力也，及侯景□□，刺□□阳□人心，授公中兵参军、新淦县令。公率亲兵屯新淦。南届大庾之北。□□□□之南，□□□□地□□郡，惮公威武，自然清肃。
　　时有前高州刺史李迁仕援台，□□，退营大皋邑，有异志，须□□□。公乃遣密□言于高祖，高祖遣周文育进屯西昌。而□□□□入，乡曲众至。公遣千人以助文育。文育大喜，一鼓便平，虏伪仪同于庆由豫章□新淦，□□□□□□□□□□，虏迳□□吉阳，公乃亲率精锐□陷吉阳。庆□知。公此后密遣阳椿□□，新淦□人惧□□而□固请□师。公徐命传食，已而□□日，未移容，丑□威□□驰归，椿亦□退，会高祖又遣文育讨庆，军于巴丘，拥兵不前，颇有疑色，公□马□入，便□腹心陈说□谋，若□诸军乃方轨并进，□□笙屯。西臺承制，即授假节，超猛将军、交州刺史，领新淦县令，封巴山县开国子，食邑三百户。
　　高祖既定豫章，命公率□□轮飞□輓粟连軫，□七十万石，□千金不□，□平虏伪，
此之由也。
　　承圣三年，诏加户二百，并前为五百户，改子为县侯，余并如故。
　　□年，改授明威将军、云骑将军，余如故。
　　天成元年，诏授持节、左骁骑将军、领云骑校尉，余如故。
　　敬帝即位，改封新建县开国侯，食邑如前。
　　太平元年，割江州四郡置高州，诏公为刺史，兼散骑常侍，使持节都督高州诸军事、信武将军。余如故，屯巴山城。曲江公勃遣□连□□□□夜攻巴山。公□□□□□□□□□□内□唯□□□□□□□□□□。大陈受命。
　　永定二年，王琳督樊猛、李孝钦、余宵顷等围周迪。□□□□□□□□□□□□□，□公乃□□□□，迪又□前之□□
□□□□□□□□□□□□□□□□□□□□□□□□□□□□□□□□□□将军，增邑并前一千户，□□□□□□□□，余如故。□□□□□□□□□□□□□□□。
　　十年丁酉，诏授平南将军、开府仪同三司，余并如故。
　　三年六月，熊昙朗反于金口，公与周迪攻之，□□□□□□□□□□□，改授安南将军，余如故。
　　天嘉元年三月，□□□□□寇□□□□□□□□□□□□□□□□中丧次□□□□哀客□□并为过礼□□□□□□□□□□□□□□□□高州刺史，改授镇南将军，余如故，□□□赠母□□□□□□□□□□□□□□□□□
□□恭□□□命即莅方岳。
　　三年，周迪反，□□□□□□□□□□□麾下□□□□□□。公功居多，□征公为使持节、镇北大将军、□都督南徐州诸军事、南徐州刺史、加散骑常侍，余如故，未拜，改授镇南大将军、江吴二州诸军事、江州刺史，余并如故。
　　天康元年，征为中卫大将军，改封新建县开国公，食邑□□，给扶二人，余并如故。
　　光大元年，□使持节，都督南徐州诸军事、南徐州刺史，余并如故。
　　二年，□为都督郢巴武三州诸军事、镇西将军、郢州刺史，余并如故。
　　太建元年，进号征西大将军，余如故。
　　二年，诏征公为侍中、中权大将军，余如故。
　　四年，除使持节、散骑常侍、南豫州刺史、都督南豫州□江诸军事、征南大奖军，余并如故。
　　五年，大举北伐。诏公□□□□□□□□而公□□□□使于太岘□□□历阳□□□等统□□□□□□□□□□□□□□
□。大□□□□，尽□其戍卒。□□□□□马亦归。暨居历阳，□□□□

## 家庭

### 祖父
- 黄某，征北府参军[2]

### 父亲
- 黄僧某，□□府□□参军[2]

### 子女
- 黄玩，南陈义阳郡公

## 延伸阅读
[在维基数据编辑]
 《陳書·卷11》，出自姚思廉《陳書》
 《南史/卷66》，出自李延壽《南史》